# Godronia spiraeae
Godronia spiraeae är en svampart som först beskrevs av Rehm, och fick sitt nu gällande namn av Seaver 1945. Godronia spiraeae ingår i släktet Godronia och familjen Helotiaceae.   Inga underarter finns listade i Catalogue of Life.